# Българи в Швеция
Българите в Швеция са етническа група, която не присъства при преброяването на населението в страната. Според данни на Централната статистическа служба, гражданите на България в страната през 2016 г. са 9105 души.

## Организации
В сайта на ДАБЧ на България се посочва, че в Швеция има 8 действащи организации на българите – 1 дружество, 1 електронна медия, 2 учебни заведения, 3 църковни общини и 1 фолклорен състав.
|                                                                | Вид              | Адрес        | Седалище или местонахождение | Година на основаване | Година на закриване | Уебсайт или блог                                                  |
| -------------------------------------------------------------- | ---------------- | ------------ | ---------------------------- | -------------------- | ------------------- | ----------------------------------------------------------------- |
| Шведско–българско дружество                                    | дружество        |              | Стокхолм                     | 1947                 |                     |                                                                   |
| Дружество „Хан Аспарух“                                        | дружество        |              | Гьотеборг                    |                      |                     |                                                                   |
| Българите в Швеция                                             | електронна медия |              |                              | 2010                 |                     | bulgarians.se Архив на оригинала от 2017-01-09 в Wayback Machine. |
| Курс по български език в Швеция                                | учебно заведение | 169 33 Solna | Стокхолм                     |                      |                     |                                                                   |
| Първо българско училище                                        | учебно заведение |              | Стокхолм                     | 2013                 |                     |                                                                   |
| Българска православна църковна община „Св. Богородица“         | църковна община  |              | Малмьо                       | 1983                 |                     |                                                                   |
| Българска православна църковна община „Св. Димитър“            | църковна община  |              | Гьотеборг                    | 1984                 |                     |                                                                   |
| Българска православна църковна община „Св. Паисий Хилендарски“ | църковна община  |              | Стокхолм                     | 1980                 |                     |                                                                   |
| Фолклорна формация „3 Лева“                                    | фолклорен състав |              | Стокхолм                     |                      |                     |                                                                   |